# Sherly Jeudy
Sherly Jeudy (* 13. Oktober 1998 in Léogâne) ist eine haitianische Fußballspielerin.

## Karriere

### Klub
Aus der Académie Camp Nou in ihrer Heimat heraus wurde sie für ein längeres Probetraining in Frankreich beim FF Issy eingeladen. Doch nach zwei gespielten Partien für die Mannschaft verließ sie den Klub wieder und schloss sich in ihrer Heimat dem Anacaona SC an. Mit diesem erreichte sie als beste Spielerin das Finale der nationalen Meisterschaft, wo sie auf die AS Tigresses unter Melchie Dumornay traf. In der Torschützenliste rangierte sie dabei sogar noch vor dieser.
Im April 2019 wechselte sie nach Chile, wo sie für Santiago Morning aktiv war. Nach drei Monaten kündigte sie ihren Vertrag aber wieder auf, weil sie sich nicht an das dortige Klima gewöhnen konnte. So kehrte sie dann für den Rest des Jahres zu Anacaona zurück.
Nach einem Probetraining beim FC Nantes unterschrieb sie bei diesem dann im Januar 2020 und spielte dort bis zum Sommer 2021. Seitdem steht sie bei Grenoble Foot unter Vertrag.

### Nationalmannschaft
Mit der U-20-Nationalmannschaft, für die sie ab 2017 spielte, gelang ihr die Qualifikation für die U-20-Weltmeisterschaft. Ihr Debüt in der A-Nationalmannschaft hatte sie bereits davor aber schon im Jahr 2015. Mit dieser nahm sie an mehreren Turnieren teil und qualifizierte sich auch für die Weltmeisterschaft 2023.